# Wang Tao (Schriftsteller)

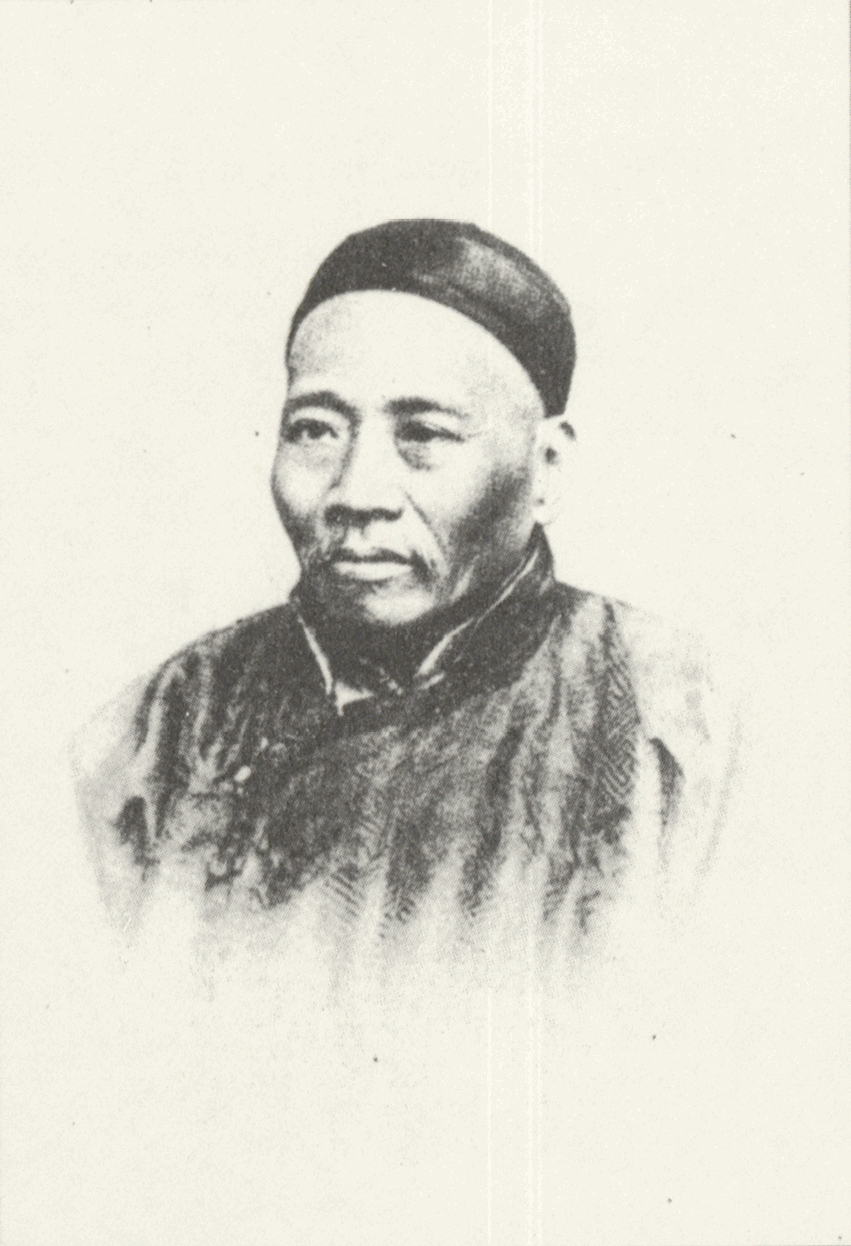
Wang Tao

Wang Tao (chinesisch 王韜; * 10. November 1828 in Luzhi; †  April 1897 in Shanghai) war ein chinesischer Übersetzer, Reformer, politischer Kolumnist, Zeitungsverleger und Schriftsteller in der Zeit der Qing-Dynastie. Er wurde als Wang Libin in Puli (甫里), heute Luzhi in der Präfektur Suzhou geboren.

## Leben
1848 reiste Wang Tao nach Shanghai, um seinen Vater zu besuchen. Während seines Aufenthaltes in Shanghai besuchte Wang Tao die London Missionary Society Druckerei. Er wurde dort herzlich von Walter Henry Medhurst seinen Töchtern Mary and Ellen empfangen. Wang Tao traf auch William Muirhead, Joseph Edkins,  und William Charles Milne, die alle der chinesischen Sprache mächtig waren.

### Arbeit bei der London Missionary Society
Wang Taos Vater verstarb im Jahre 1849. Um seine Familie zu ernähren, machte sich Wang Tao auf die Suche nach Arbeit. Walter Henry Medhurst gab ihm eine Stelle in der Druckerei der London Missionary Society in Shanghai, wo er Medhurst bei der Übersetzung des Neuen Testaments vom Englischen ins Chinesische half. Für die nächsten 13 Jahre arbeitete Wang Tao in dieser Druckerei. Während dieser Zeit übersetzte er zusammen mit den Missionaren Alexander Wylie und Joseph Edkins viele englische Bücher ins Chinesische. Unter anderem Pictorial Optics, An Elementary Introduction to Mechanics,  Concise History of Sino-British Trade, und A History of Astronomy of the Western Countries.

### Flucht nach Hong Kong und Leben in Schottland
Die Mitte des 19. Jahrhunderts war eine Zeit der politischen Umwälzung in China. 1860 hatte der Taiping-Aufstand Suzhou und Changzhou eingenommen und stand vor den Toren Shanghais. Während dieser Zeit war Wang Tao im Kontakt mit den Anführern des Aufstandes. 1862 schrieb er unter dem Pseudonym Wang Wan sogar einen Brief an einen der Anführer, in denen er gewisse Taktiken gegen die Qing-Regierung vorschlug und unter anderem bemerkte, dass die wahren Feinde der Taiping nicht die Ausländer seien, sondern die Qing-Regierung. Als die Qing-Armee Shanghai einnahm, fiel dieser Brief in die Hände der Qing-Regierung und Kaiser Tongzhi ordnete die Festnahme Wang Taos an.  Zuerst floh er ins Britische Konsulat, wo er für einen Monat verweilte. Im Oktober 1862 floh er dann verkleidet auf einem Schiff nach Hongkong. So verließ er seine Heimat, die er für die nächsten 22 Jahre nicht wiedersehen sollte. In Hongkong änderte er seinen Namen von Wang Libin zu Wang Tao.
In Hongkong lud James Legge, der Direktor des Anglo-Chinese College Wang Tao ein, ihm bei der Übersetzung der The Chinese Classics (Chinesische Klassiker) zu helfen. Im Jahre 1865 hatten Legge und Wang die Übersetzung der Shang Shu und Die Bambus Buch Annalen bewältigt.
James Legge verließ Hongkong im Jahre 1867 und kehrte nach Schottland zurück. Er schickte einen Brief an Wang Tao und lud ihn ein, nach Schottland zu kommen, um dort die Übersetzungen fortzuführen. Nach einer längeren Reise von Singapore über Ceylon, Penang, Aden, Messina, Kairo, Marseille und London, wo Wang Tao seine Eindrücke in Bildern festhielt, kam er dann in Dollar in Schottland an. Die Bilder, die er während dieser Reise zeichnete, veröffentlichte er später als Reisebuch Jottings from Carefree Travel (1890), das erste Reisebuch eines chinesischen Gelehrten über Europa.
1867 wurde Wang Tao vom Chamberlain der Universität von Oxford eingeladen, um eine Rede auf Chinesisch zu halten, die erste Rede, die je von einem Gelehrten in Oxford auf Chinesisch gehalten wurde. Er sprach von der Wichtigkeit des kulturellen Austauschs zwischen West und Ost und behauptete, dass die ganze Welt auf ein allgemeines 'Datong' 大同 (Große Einheit – ein utopisches Konzept von Konfuzius) zusteuere.
Im Frühjahr 1870 wurden die Übersetzungen von verschiedenen Klassikern wie dem Buch der Lieder, dem I Ching, wie auch dem Buch der Riten fertiggestellt.
Von 1867 bis 1870 reiste Wang Tao sehr viel, unter anderem nach Edinburgh, Aberdeen, Huntly, Dundee und Glasgow, oft begleitet von James Legge und seiner ältesten Tochter.

### Rückkehr nach Hongkong
Nachdem Wang Tao seinen Teil an der Übersetzung der Chinesischen Klassiker beendet hatte, kehrte er im Winter 1870 nach Hongkong zurück. In Hongkong schrieb er zwei einflussreiche Bücher: A Brief Introduction to France und Report on the Franco-Prussian War. Das letztere wurde von den hochrangigen Mandarinen der Qing Regierung sehr gepriesen, einschließlich Zeng Guofan, Li Hongzhang, und bereitete den Weg für Wang Taos letztendliche Begnadigung.
1872 erwarb Wang Tao die Druckerei der London Mission in Hongkong und gründete das Zhong Hua General Printing House.
Im Februar 1874 gründete Wang Tao Tsun-wan yat-po (1874–1947, Universal Circulating Herald), die erste chinesische Tageszeitung in der Geschichte Chinas. Lin Yutang nannte Wang Tao den 'Vater der chinesischen Zeitung'.

### Reise nach Japan
1879, auf Einladung der japanischen Literaten, verbrachte Wang Tao vier Monate in Japan. Er besuchte viele Städte, wie Nagasaki, Nagoya und Tokyo, und die Notizen der Reise wurden in dem Buch: Japan Travel veröffentlicht.

### Rückkehr nach Shanghai
Der Ruhm, den Wang Tao im Ausland genoss, muss einen gewissen Eindruck bei der Qing-Regierung hinterlassen haben. Im Jahre 1884, schickte der einflussreiche Li Hongzhang einen Brief an den Gouverneur von Shanghai, und schrieb: „Dieser Herr aus Kunshan ist ein seltenes Genie mit enzyklopädischem Gedächtnis. Es ist bedauerlich, dass er nach Hongkong ins Exil ging, wenn es möglich wäre seine Gunst zu erwerben, würden wir uns nicht scheuen ein königliches Lösegeld zu zahlen“.
Im Frühjahr 1884, kehrten Wang Tao und seine Familie nach Shanghai zurück.
1886 wurde Wang Tao der Direktor des Gezhi College in Shanghai, wo er Bildung nach westlicher Art förderte.
1890 veröffentlichte Wang Tao seinen Reisebericht Jottings from Carefree Travels und arbeitete gelegentlich für Shen Pao und International Tribune als Kolumnist; er schrieb etwa zweihundert Kurzgeschichten für Shen Pao, Chinas wichtigstes Journal zu jener Zeit.

## Einfluss
Viele chinesische Literaten vor Wang Tao führten westliche Gedanken ein und übersetzen Bücher ins Chinesische. Wang Tao war der erste chinesische Gelehrte, der an einem zweiseitigen Austausch teilnahm; einerseits arbeitete Wang Tao mit W. A. Medhurst, A. Wylie und J. Edkins an den Übersetzungen der westlichen religiösen und wissenschaftlichen Bücher ins Chinesische; andererseits spielte er eine ausschlaggebende Rolle in der Übersetzung der Chinesischen Klassiker, indem er James Legge während dieses Unterfangens unterstützte.
Wang Tao schlug eine Brücke zwischen Ost und West.
Die Wang-Tao-Gedächtnis-Halle befindet sich in einem Qing-Haus in No 6. Zhongshi Street, Luzhi township, Suzhou city, China.

## Werke

### Übersetzungen von James Legge unter Assistenz von Wang Tao
(die Liste ist unvollständig)
- James Legge: Sacred Books of China. The Text of Confucianism. Oxford 1885.
- The Book of Change. ISBN 0-88356-000-3.
- Shu Ching. Book of History.
- Lao Tsu.
- The Hsiao King or Classic Of Filial Piety. ISBN 1-4191-6687-5.
- The Chinese Classics: Confucian Analects, the Great Learning, the Doctrine of the Mean, the Works of Mencius. (reprint), Oriental Book Store, ISBN 0-89986-353-1.

### Wang Taos Werke auf English
- My Sojourn in Hong Kong. In: John und Kirsten Miller: Hong Kong. Chronicle Books, San Francisco 1994, ISBN 0-8118-0680-4.
- Selections from Jottings from Carefree Travels [Man you sui lu]. Tr. Ian Chapman. Renditions 53/54
- Writings of Wang Tao. [excerpts]. In: Ssu-yu Teng, John K. Fairbank: China's Response to the West: A Documentary Survey, 1839–1923. Harvard UP, Cambridge 1954, S. 137–142.
- H. McAleavy: Translation of 'Mei-Li Hsiao Chuan'媚丽小传, a Short Story by Wang T'ao. 1953.

### Übersetzungen vom Englischen ins Chinesische
- A History of Astronomy of the Western Countries. (Xiguo Tianxue Yuanliu), mit A. Wylie in 1858.
- W. Whewell's An elementary treatise on mechanics. mit A. Wylie

### Bücher und Artikel auf Chinesisch
- 普法战纪 Pu Fa Zhan Ji  (Franco-Prussian War)
- 法国志略 Brief History of France
- «淞滨琐话»(Song Bin Shuo Hua) (Stories from the Shore of Wushong) ISBN 7-5366-3197-9.
- 漫游随录图记: "Man Yiu Shui Lu Tu Ji " ("Jottings and Drawings from Carefree Travel") ISBN 7-80603-956-2, 山东画报出版社 2004/6.
- 韬园文录外编 (Collection of Essays from The Tao Garden) ISBN 7-80622-787-3, 上海书店 2002.
- Jing Shu Jie Chun
- Xi Shu Jie Chun
- Biographie von Stanislas Julien
- Biographie von Dr. Benjamin Hobson.

## Bücher über Wang Tao
- Paul A. Cohen: Between Tradition and Modernity: Wang T'Ao and Reform in Late Ch'Ing China. Harvard University Press, Cumberland, Rhode Island, USA 1988, ISBN 0-674-06875-0.
- Henry McAleavy: Wang T'ao. Life and Writings of a Displaced Person (with a Translation of 'Mei-Li Hsiao Chuan', a Short Story by Wang T'ao, 1953.) ISBN 978-0-85187-006-9.